# NWA Lonestar Women's Championship
L'NWA Lonestar Women's Championship (anche conosciuto come NWA Houston Women's Championship') è un titolo della divisione femminile delle federazioni World Of Wrestling e NWA Houston associate alla National Wrestling Alliance (NWA) e è stato difeso nei territori del Texas tra il 2003 ed il 2012.
Dal 2014 il titolo è posseduto da Lone Star Championship Wrestling ma non risulta disputato dal 2012.

## Storia dei nomi
| Nome                              | Periodo                   | Note  |
| --------------------------------- | ------------------------- | ----- |
| WOW Women's Championship          | Dal 2003 al 2011          | [ 1 ] |
| NWA Houston Women's Championship  | Agosto e settembre 2011   | [ 3 ] |
| NWA Lonestar Women's Championship | Da settembre 2011 ad oggi | [ 3 ] |

## Albo d'oro
Le righe verdi indicano che non è nota la storia del titolo in quel periodo.
| Lottatrice        | Regni | Data              | Luogo          | Note |
| ----------------- | ----- | ----------------- | -------------- | --- |
| Ann R. Key        |       | Novembre 2003     |                | |
| Leo Palooza       |       | 29 novembre 2003  | Houston, Texas | |
| Ann R. Key        | 2     | Agosto 2004       |                | |
| Miss BeHaven      | 1     | 8 ottobre 2004    | Cypress, Texas | Il 10 dicembre 2004 risultata ancora campionessa. |
|                   |       |                   |                | |
| Roxy              | 1     | Aprile 2007       |                | |
| Ann R. Key        | 3     | 20 aprile 2007    | Cypress        | |
| Claudia del Solis | 1     | 9 novembre 2007   | Cypress        | Sconfisse Key e Jessica James in un 3-way match. |
| Darci Drake       | 1     | 10 luglio 2009    | Cypress        | Sconfisse Randi Lynn, Starr e Vixen in una Battle Royal. |
| Pink              | 1     | 4 novembre 2009   | Cypress        | |
| Jen Alise         | 1     | 12 marzo 2010     |                | Cypress |
| Barbi Hayden      | 1     | 10 dicembre 2010  |                | Cypress |
| Vacante           |       | 8 aprile 2010     |                | L'8 aprile il proprietario della World of Wrestling, Tugboat Taylor annuncia che la federazione cambia nome in NWA Houston e che per questo motivo rendeva vacante il titolo. |
| Barbi Hayden      | 2     | 8 aprile 2010     | Cypress        | Sconfisse Lillie Maewere. |
| Jen Alise         | 2     | 12 aprile 2011    | Cypress        | Nel mese di settembre il titolo cambia nome in NWA Lonestar Women's Championship.                                                                                             |
| Barbi Hayden      | 3     | 9 novembre 2011   | Cypress        | |
| Jen Alise         | 3     | 14 ottobre 2011   | Cypress        | |
| Rachel Summerlyn  | 1     | 8 giugno 2012     | Cypress        | |
| Barbi Hayden      | 4     | 14 settembre 2012 | Cypress        | |